# 紀ノ川 (小説)
『紀ノ川』（きのかわ）は、有吉佐和子の小説である。婦人画報社（現ハースト婦人画報社）の雑誌『婦人画報』に1959年1月号から1959年5月号まで連載、同年6月に中央公論社（現中央公論新社）より単行本として刊行された。1964年にNHKでテレビドラマ化、1966年、中村登監督により松竹で映画化された。

## 物語
和歌山を舞台に、素封家の女性3代、明治生まれの花、娘の文緒、孫で戦後世代の華子まで、明治・大正・昭和を生きていく様を描く。

### あらすじ

#### 第一部
和歌山県伊都郡九度山村の紀本家本家を取り仕切るとよのは、孫娘の花を当時としては珍しく高い教育を受けさせるために和歌山市内の女学校に入学させた。そのため、とよのははなと和歌山市内で暮らしもした。当時は女に学をつけさせる必要はないとの価値観が主であったが、とよのははなに対してはなの兄のまさたかと同様の学をつけさせた。
はなはたいそうの器量よしであったし学もあるとのことで降るような縁談がきたが、とよのの妹が嫁いだ先の家からの縁談には「いとこ同士は血が濃すぎる」、川上の村の豪族からの縁談には「紀ノ川の流れに逆らって嫁ぐと不幸になる」と、とよのは全てに難癖をつけて断った。はなの父のぶたかも呆れるほどであった。
15～16でも嫁入りをする風習の時代に行き遅れとは言えないが行き急ぎとも言えない、18の盛りを越して縁談が決まらないことにのぶたかは焦ったころ、とよのがはなの嫁入り先として六十谷（むそた）有功（いさお）村真谷家本家の長男けいさくを決めた。けいさくは東京の専門学校に行き、村へ帰ってきてからは村長という重責も担う名士であった。とよのは「けいさくは将来大物になる」と予感していた。
結婚が決まると、とよのははなを連れて京都へ行き、箪笥・琴・着物を手配した。できるまで1年以上かかるものもあった。
結納を取り交わしてから2年後にはなはけいさくに嫁いだ。九度山から有功までの越し入れは当時流行の人力車ではなく昔ながらの塗り駕籠と紀ノ川を下る船の行列という豪勢なものであった。とよののはなに対する愛情によるものであった。しかし、生まれたときから「いずれは本家をでて分家をする身である」と決まっていたこうさくにとっては、とよのの心づくしの豪勢な越し入れ行列が、自尊心を傷つけるものになっていた。
こうさくは、村役場の書記との職がありながら役場にも行かずに、毎日本を読んでいた。遠く東京の書店から届く多くの本は、街の女学校で勉強をしたことがあるはなにとっても、とても好読心を呼ぶものであったが、こうさくははなの語りかけや書籍借用の申し入れににべもない態度で答えた。
皇太子（後の大正天皇）が成婚された年の10月にはなは男の子・せいいちろうを生む。秋に嵐が来る。紀ノ川が氾濫する。けいさくの村は彼が村長就任と同時に堤防をメンテナンスしたおかげで有功村内に水が来ることは無かったが、周辺の村では浸水・行方不明の被害が出た。被害の出たいわで村へけいさく率いる若者が援助に行く。
紀ノ川の下流のはんだ村から上流のいわで村へ嫁いだ娘は婚礼からまだ10日も経っていなかったのに命を落とした。はなはこの縁談の話を耳にしたときに、祖母であるとよのの「紀ノ川の流れに逆らって縁談をしてはならぬ」との言葉を思い出したのだが、街で学んだけいさくが言い伝え等を信じぬのを知っており、とよのの話をけいさくに言うのははばかったのだけれど、不幸が生じたことで後悔を覚えた。
たへいが72で亡くなってから二年後、こうさくが独身のまま分家する。けいさくは山全部を譲った。それは本家不動産の1/3であった。けいさくは不動産全部どころかちょうくいの院号（士族の身分）もこうさくにやって良いと言ったが「平民の方が楽！」とこうさくは断った。けいさくは「村全部（人望）が俺の財産だから」と言った。はなはそれを聞いて「和歌山全部があなたのものなのでは？」と言った。けいさくの人望は県全土に届いていた。県の役人が彼に相談に来るほどだった。「こうさくはお前に惚れとる。そんなお前を嫁にしたのだから山全部ぐらいくれてやる！」。
はなが実家を訪ね、とよのと話をしても「どうやらこれから戦争になる」との天下国家の話。「ドストエフスキーやトルストイのいる国と戦争をしても勝てるのかいのう」。とよのも「国民の友」「都の花」を毎号読んでいるので外国文学にも通じているのである。分家が決まってからこうさくははなに機嫌よく接するようになる。借りたい本だけでなく「これを読め！」と本を貸してくれる。その中にはこれから戦争となる相手国の作家(トルストイやドストエフスキー)のものもあった。
はなが第二子である女児を生んだのと同じ頃、実家でとよのが他界した。その知らせを受けたやすは自身の口からはなに伝えられず、けいさくの帰りを待って彼から伝えられた。はなは衝撃を受けるも、けいさくが九度山に出かけている間に「この女児はとよのの生まれ変わりなのだ」と信じた。女児にはふみおとの名をはなが決めた。
こうさくは和歌山市内から女中として18歳になるうめをみつけてくる。そのうちうめが妊娠をする。お女中に手をつけるとは不謹慎、しかしけいさくが金で問題を解決するとそれはそれで悪評がたつ。県議会議員を狙うけいさくはこの問題をどのように解決するか悩む。はなは「こうさくとうめを結婚させれば全て丸く収まる」と言う。うめを一度本家に引き取り、そこから嫁がせる形をとれば良い。はなは母の如くうめの婚礼準備をする。

#### 第二部
文緒の進学に伴う上京、恋愛、結婚、花の次女和美の死、こうさくの長女の死、ふみおの次男の死とはなこの誕生、を描く。
和高女(和歌山県立和歌山高等女学校)に通うふみおは、しばしば問題を起し、母であるはなが学校に呼ばれた。不良ではなかったが東京から来た国語教師に影響され、デモクラシー・旧態打破・自由をうたっていた。県会議員の妹であり、県会議長の妻であるはなが平身低頭して謝罪する姿に、学校はふみおに退学や停学などの処分を下せないでいた。そのようなはなの姿も、ふみおにとっては「古い時代の女性」と映り、それがまた反発の理由となった。
和高女の卒業がみえると、ふみおは東京の大学に行きたがった。けいさくは、長男のせいいちろうが東京の第一高等学校のあとそのまま大学に進学したことから反対はしなかった。はなは目白の大学（日本女子大学）の家政科なら、とも考えたが、家政科では卒業もおぼつかない、との和高女の教師の意見もあり悩みであった。
けいさくは県議会議員になり、六十谷（むそた）ではなく和歌山市内の真砂町に別宅を構え芸者を妾としておいたが、けいさくの名が高まってくるとはなも県議会議員夫人としてけいさくを支えるために真砂町に移ることになり、けいさくは芸者をかるで始末をし邸宅を新たに構えた。
ふみおは東京女子大を受験する。田舎の和歌山では学年トップのふみおではあったが全国から優秀な受験生が集まる東京では「井の中の蛙」、散々な結果であったが、入学枠に余裕がある東京女子大はふみおの入学を許した。
ふみおの居は和歌山を同郷とする溜池にある旅館になった。せいいちろうもふみおも故郷への便りは「金を送れ」の便りばかりであった。ふみおは芸事・お稽古をしているとのことを便りにしるしたが、その実、学校にも行かずカフェに出入りをし「七色の飲料」を飲んでいた。上京したけいさくは帰郷後、その様子をはなに話す。はなは「和高女を卒業したらすぐに嫁がせるべきだった」と後悔をし、お見合い写真を撮るべく上京した。
はなが溜池の旅館につくとまずは散らかった部屋を掃除し始めた。そして日本橋の三越にふみおを連れて行き、髪を結わせ、振袖を着せ、撮影をさせた。その頃になるとふみおも見合い写真ということが判り「そんな古臭いことはしません！」と反発した。
ふみおの縁談は和歌山の豪族から複数申し出があったがふみお自身にはその気が無かった。そんな折、東京に住む同郷の国会議員の妻であるたばた夫人にも期待せずにお見合い用の写真を渡してあったが、そのたばた夫人から「ふみおの縁談が決まった」との連絡が来た。「新しい時代！」「自由恋愛！」などと唱えていても、男女席を同せず、で生きてきた二人がたばた家で出会い、本人たちは自由恋愛だと思っていても免疫の無い男女であった。すべてはたばた夫人の策略であった。相手の男性ははるみえいじ、没落氏族の銀行員であった。
ふみおが妊娠するとはなは生活の面倒を見るために上京した。予定日をそう違えずに長男が生まれた。そしてすぐにはるみえいじは上海に赴任することになり、ふみおと長男も同行した。

#### 第三部
はなこの成長とけいさくの国政進出と死、はなとはなこの交流、太平洋戦争中と戦後の真谷家を描く。

### 登場人物
はな（花）
第一部から第三部を通じて本作のヒロイン　紀本家のいとう。和歌山市内の女学校で女大学を学ぶ。茶の湯も奥を極め、書をよくし、ことの免状をとった。
とよの	（豊乃）
はなの祖母。九度山村の庄屋紀本家本家を大御所として取り仕切る。はなの母は産後の肥立ちが悪く早世したのではなを育てた。
けいさく（敬策）
はなの夫。有功村真谷家本家の長男。姉が3人。村長。真谷家は士族の家柄の農家。後に県議会議長になる。
こうさく（浩策）
けいさくの弟。慈尊院村のおおさわ家の娘と縁談→破談　肋膜患い　ひねくれ者
たへい
けいさく・こうさくの父
やす
けいさくとこうさくの母　真谷家のごっさん（当主の妻）。
きもとまさたか
はなの兄。後にけいさくより先に県会議員になる。
きもとのぶたか（信貴）
はなとまさたかの父、とよのの息子。九度山村村長。
うめ
こうさくの嫁。和歌山市内から来た。
ふみお（文緒）
はなとけいさくの子。しょうたろうの妹。第二部のヒロイン　親子二代で和高女に通った。和歌山という田舎では成績は優秀であったが、東京女子大の入学試験は散々であったが英文科に入学できた。
はるみえいじ
ふみおの夫。没落氏族の家系。銀行員。
かずひこ
ふみおとえいじの長男。
すすむ
ふみおとえいじの次男。上海で誕生。早世。
はなこ（華子）
ふみおとえいじの子。はなの孫。早産・未熟児で誕生したため病弱。第三部のヒロイン　祖母・母と同じ和高女に通った。祖母・母ははかま姿であったが、はなこは戦時のもんぺ姿で通った。
せいいちろう（政一郎）
ふみおの兄。はなの長男。
やえこ
せいいちろうの妻
かずみ
ふみおの妹、うたえとともかずの姉、はなとけいさくの次女。
うたえ（歌絵）
ふみおとかずみの妹、ともかずの姉、はなとけいさくの三女。琴や歌謡など芸術に秀でる。
ともかず（友一）
ふみお、かずみ、うたえの弟。はなの次男。兄が政一郎なので"友"の字を使う名前にすると、兄弟で政友会になる、とのことで"友一"と命名。
えいすけ
こうさくとうめの子。長男。
みその
こうさくとうめの子。えいすけの妹。
おいち
上女中。けいさくの葬礼の時に手伝いできていた。働き・気のつきが良くはなの目に留まり女中として呼ばれる。

## 書誌
1959年に中央公論社より単行本で刊行後、文庫では中央公論文庫、角川文庫、新潮文庫から刊行、文学全集としては講談社、東都書房、中央公論社に収録された。初版が1964年の新潮文庫では、2006年に75刷改版が発行され、2011年現在で入手可能である。また、講談社インターナショナルからMildred Taharaの訳により"The River Ki"の題で英語版が刊行された。

## 映像化

### テレビ
1964年にNHK大阪放送局が制作した。南田洋子に対する日本放送作家協会賞最優秀女優賞対象作品である。
- 期間：1964年10月28日から1965年3月31日
- 日時：毎週水曜日 20:30 - 21:00
- 出演：南田洋子（花）、毛利菊枝、谷口香、垂水悟郎、西山辰夫、清水将夫、赤木傭子
- 脚本：依田義賢
- 演出：前田達郎

### 映画

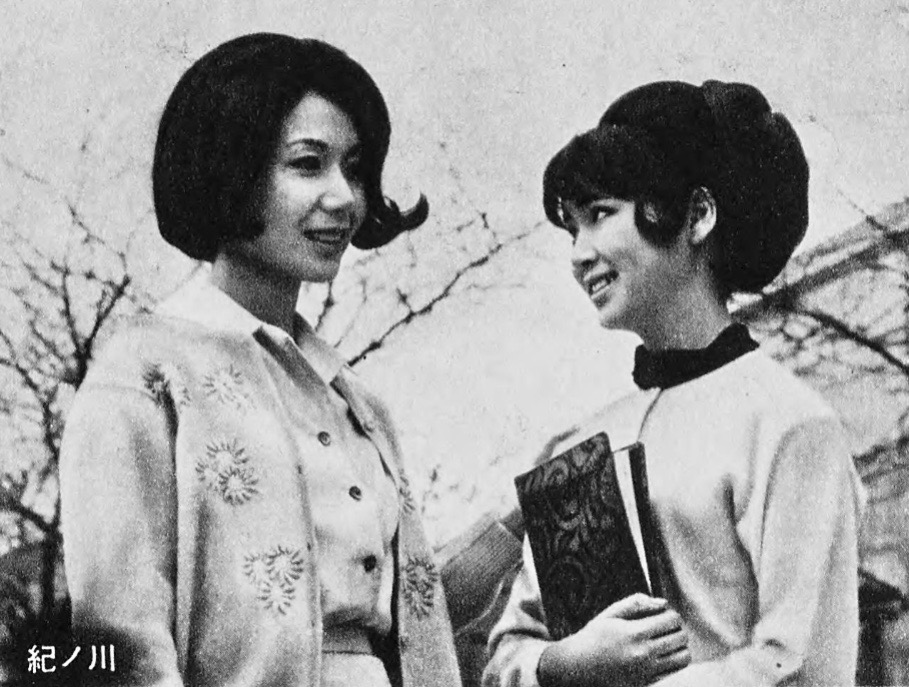
『紀ノ川』（1966年）

1966年6月11日公開。上映時間173分。カラー。
タイトル
「紀ノ川」（花の巻・文緒の巻）
スタッフ
- 監督：中村登
- 製作：白井昌夫
- 脚本：久板栄二郎
- 音楽：武満徹
- 撮影：成島東一郎
- 美術：梅田千代夫
- 照明：中川孝一
- 録音：田中俊夫
- 編集：浦岡敬一
- スクリプター：堺謙一

キャスト
- 花：司葉子
- 文緒：岩下志麻
- 豊乃：東山千栄子
- 華子：有川由紀
- 早瀬久美
- 市：沢村貞子
- ウメ：岩本多代
- 歌絵：北林早苗
- 加納田：柳沢真一
- 太兵衛：永田靖
- 田崎：菅原通済
- 徳：岸旗江
- 信貴：野々村潔
- 石田：穂積隆信
- 政一郎：中野誠也
- 山路義人
- 清：志賀真津子
- ヤス：村瀬幸子
- 青山玄
- 川村禾門
- 稲川善一
- 今井健太郎
- 和地広幸
- 露原千草
- 水上令子
- 池田章子
- 林千鶴
- 麻生郁子
- 高木信夫
- 大塚君代
- 水木涼子
- 中村春美
- 岡野隆司
- 坪井幸男
- 藤田漸
- 田中美恵子
- 永原智和
- 鳥飼陽子
- 松鶴家千代若
- 松鶴亭千代菊
- 土紀洋児
- 高杉裕児
- 高見孝三郎
- 早瀬久美
- 園田健二
- 加登秀樹
- 山岡襄
- 大久保敏男
- 古田茂久
- 川崎巌
- 須藤照夫
- 平浩一
- 木村賢治
- 沢田佑行
- 小森英明
- 浅井忠之
- 市山達巳
- 和田孝男
- 青野導
- 戸川美子
- 出口玉枝
- 川畑佳子
- 泉真喜
- 可香谷静代
- 和田容子
- 吉田仁美
- 刀根和子
- 教官：菅原文太(未出演)
- 真谷敬策：田村高廣
- 真谷浩策：丹波哲郎

## 音声化

### ラジオ
2021年3月29日より6月4日までNHKラジオ第2で藤田三保子の朗読で放送。